# Scopula opperta
Scopula opperta är en fjärilsart som beskrevs av Louis Beethoven Prout 1920. Scopula opperta ingår i släktet Scopula och familjen mätare. Inga underarter finns listade.